# Фортеця Гламоч
Фортеця Гламоч (боснійська, хорватська та сербська : Glamočka tvrđava / Гламочка тврђава) — середньовічна фортеця, розташована на північних схилах гори Старетина, трохи вище міста Гламоч. Будівництво фортеці розпочалося ще в 14 столітті.

## Історія
Фортеця Гламоч згадується в 1357 році як володіння Гргура Степанича. На початку 15-го століття Гламоч перебував у власності Павла Маштровіча Клешіча. Потім Гламоч, як і інші міста Боснії, виявився в руках османської армії. У документах фортеця фігурує під назвами Дламоч, Белград, Београд, Белградчік («біле місто», фортеця була зі світлого каменю). На початку 17-го століття була заснована Гламочская капетанія, тобто військовий прикордонний округ, і з того часу фортеця має важливе значення. Капітани (керуючі округом) спочатку були з сімейства Чирич, а пізніше Якірліч. У 1851 році гарнізон фортеці був розформований, а через пару десятиліть її почали розбирати на будматеріали.
Збереглися: бастіон, частково стіни, гарнізонна мечеть. На північно-східному кутку фортеці стоять руїни мечеті Мехмеда Завойовника (в порівнянні з рештою фортецею мечеть збереглася найкраще).

## Опис фортеці
Фортеця займала все витягнуте плато на вершині пагорба і була близько 60 метрів в довжину і 20 завширшки. Семикутний бастіон — це перебудована середньовічна вежа-донжон. Бастіон по-турецьки Табія, і нерідко всю фортецю в Гламочі називають Табія. Ще дві вежі захищали фортецю з півночі і півдня, все це поєднувалося високими товстими стінами. Нижче пагорб оперізувала друга стіна з єдиними воротами під захистом капі-кули (вежі).

## Галерея

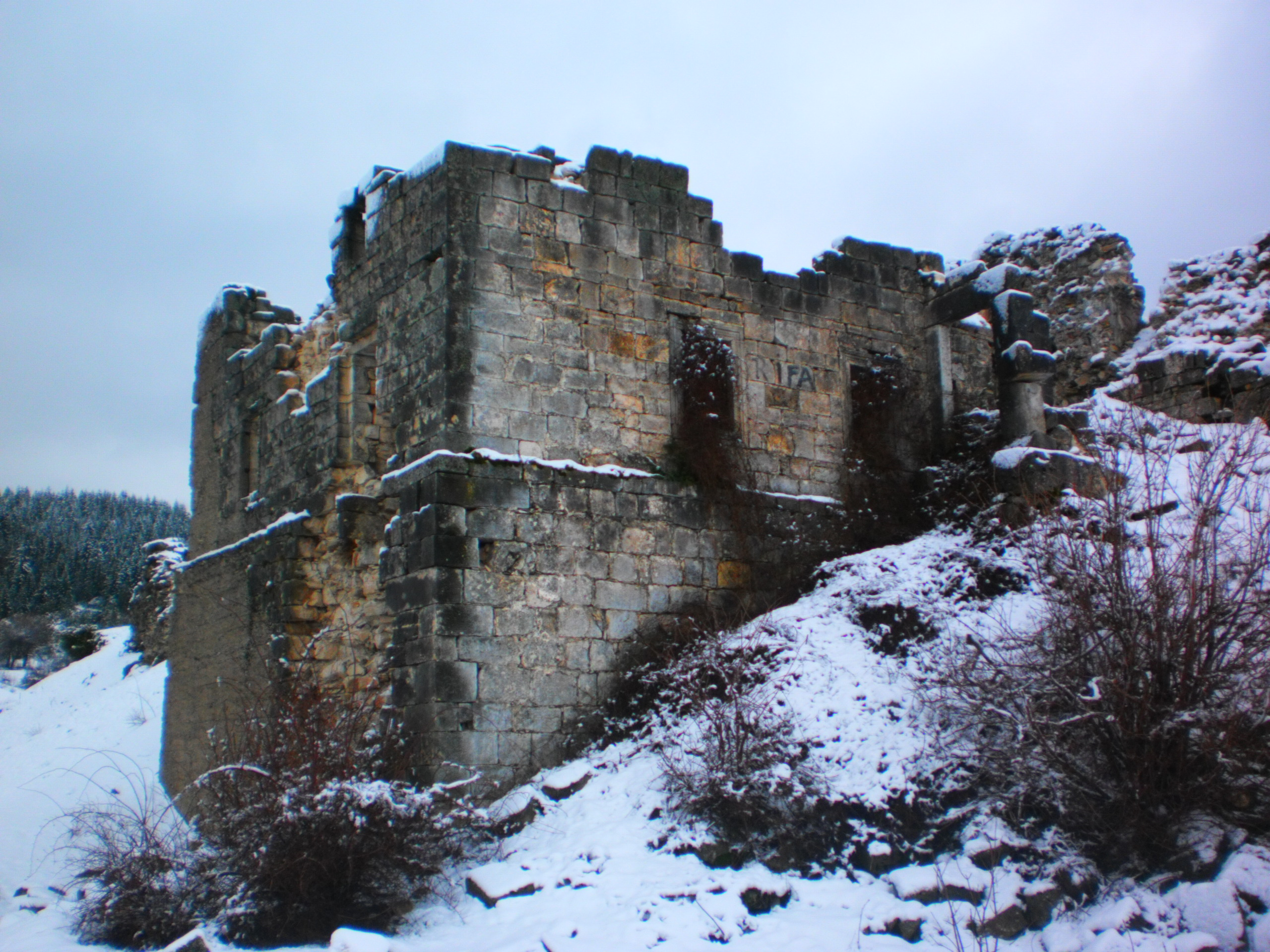
Фортеця
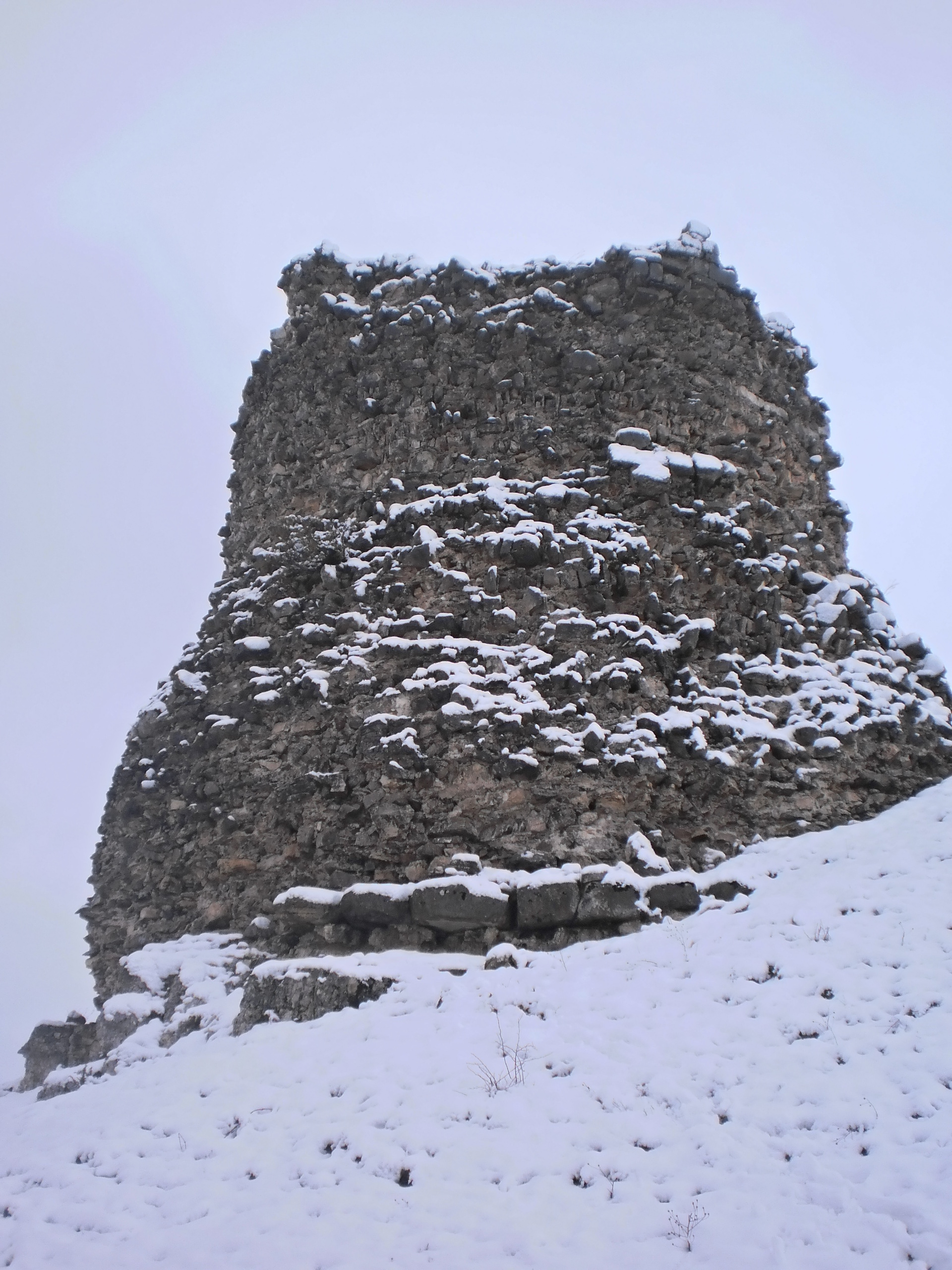
Вежа